# Discografia dei Four Tops
La discografia dei Four Tops, gruppo musicale statunitense attivo dal 1953, è composta da 27 album in studio, 2 album live e dieci raccolte, oltre che numerosi singoli.

## Album

### Album in studio
| 1965                                                              | Four Tops - Pubblicato: 21 gennaio 1965 - Etichetta: Motown                                             | 63  | 1  | —  | —  | —  |             |
| 1965                                                              | Four Tops' Second Album - Pubblicato: 13 novembre 1965 - Etichetta: Motown                              | 20  | 3  | —  | —  | —  |             |
| 1966                                                              | On Top - Pubblicato: 8 luglio 1966 - Etichetta: Motown                                                  | 32  | 3  | —  | —  | 9  |             |
| 1967                                                              | On Broadway - Pubblicato: 1° marzo 1967 - Etichetta: Motown                                             | 79  | 15 | —  | —  | —  |             |
| 1967                                                              | Reach Out - Pubblicato: luglio 1967 - Etichetta: Motown                                                 | 11  | 3  | 25 | —  | 4  | UK: Argento |
| 1968                                                              | Yesterday's Dreams - Pubblicato: settembre 1968 - Etichetta: Motown                                     | 91  | 7  | 43 | —  | 37 |             |
| 1969                                                              | Four Tops Now! - Pubblicato: marzo 1969 - Etichetta: Motown                                             | 74  | 18 | —  | —  | —  |             |
| 1969                                                              | Soul Spin - Pubblicato: novembre 1969 - Etichetta: Motown                                               | 163 | 30 | —  | —  | —  |             |
| 1970                                                              | Still Waters Run Deep - Pubblicato: marzo 1970 - Etichetta: Motown                                      | 21  | 3  | 37 | —  | 29 |             |
| 1970                                                              | Changing Times - Pubblicato: settembre 1970 - Etichetta: Motown                                         | 109 | 20 | —  | —  | —  |             |
| 1970                                                              | The Magnificent 7 (con The Supremes) - Pubblicato: settembre 1970 - Etichetta: Motown                   | 113 | 18 | 73 | —  | 6  |             |
| 1971                                                              | The Return of the Magnificent Seven (con The Supremes) - Pubblicato: 13 luglio 1971 - Etichetta: Motown | 154 | 18 | —  | —  | —  |             |
| 1971                                                              | Dynamite (con The Supremes) - Pubblicato: dicembre 1971 - Etichetta: Motown                             | 160 | 21 | —  | —  | —  |             |
| 1972                                                              | Nature Planned It - Pubblicato: 17 aprile 1972 - Etichetta: Motown                                      | 50  | 4  | —  | —  | —  |             |
| 1972                                                              | Keeper of the Castle - Pubblicato: novembre 1972 - Etichetta: Dunhill, Probe                            | 33  | 6  | —  | —  | —  |             |
| 1973                                                              | Main Street People - Pubblicato: settembre 1973 - Etichetta: Dunhill, Probe                             | 66  | 8  | —  | —  | —  |             |
| 1974                                                              | Meeting of the Minds - Pubblicato: aprile 1974 - Etichetta: Dunhill                                     | 118 | 22 | —  | —  | —  |             |
| 1975                                                              | Night Lights Harmony - Pubblicato: luglio 1975 - Etichetta: ABC                                         | 148 | 24 | —  | —  | —  |             |
| 1976                                                              | Catfish - Pubblicato: 1976 - Etichetta: ABC                                                             | 124 | 26 | —  | —  | —  |             |
| 1977                                                              | The Show Must Go On - Pubblicato: 1977 - Etichetta: ABC                                                 | —   | 54 | —  | —  | —  |             |
| 1978                                                              | At the Top - Pubblicato: 1978 - Etichetta: ABC                                                          | —   | 73 | —  | —  | —  |             |
| 1981                                                              | Tonight! - Pubblicato: 17 agosto 1981 - Etichetta: Casablanca                                           | 37  | 5  | —  | —  | —  |             |
| 1982                                                              | One More Mountain - Pubblicato: 9 agosto 1982 - Etichetta: Casablanca                                   | —   | 45 | —  | —  | —  |             |
| 1983                                                              | Back Where I Belong - Pubblicato: 6 ottobre 1983 - Etichetta: Motown                                    | —   | 47 | —  | —  | —  |             |
| 1985                                                              | Magic - Pubblicato: 15 maggio 1985 - Etichetta: Motown                                                  | 140 | 33 | —  | —  | —  |             |
| 1988                                                              | Indestructible - Pubblicato: 25 agosto 1988 - Etichetta: Arista                                         | 149 | 66 | —  | 33 | —  |             |
| 1995                                                              | Christmas Here with You - Pubblicato: novembre 1995 - Etichetta: Motown                                 | —   | 94 | —  | —  | —  |             |
| "—" indica che l'album non è entrato in classifica in quel Paese. | |     |    |    |    |    |             |

### Album dal vivo
| 1966                                                              | Four Tops Live! - Pubblicato: novembre 1966 - Etichetta: Motown | 17 | 1  | 23 | 4 |
| 1974                                                              | Live & in Concert - Pubblicato: 1974 - Etichetta: Dunhill       | 92 | 29 | —  | — |
| "—" indica che l'album non è entrato in classifica in quel Paese. |                                                                 |    |    |    |   |

### Raccolte principali
| 1967                                                              | The Four Tops Greatest Hits - Pubblicato: agosto 1967 - Etichetta: Motown                | 4   | 2  | 7 | 1  | USA: Oro    |
| 1971                                                              | Greatest Hits Volume 2 - Pubblicato: 1971 - Etichetta: Motown                            | 106 | 22 | — | 25 |             |
| 1973                                                              | The Best of the 4 Tops - Pubblicato: 1973 - Etichetta: Motown                            | 103 | 35 | — | —  |             |
| 1973                                                              | The Four Tops Story 1964–72 - Pubblicato: 1973 - Etichetta: Motown                       | —   | —  | — | 35 |             |
| 1974                                                              | Anthology - Pubblicato: 1974 - Etichetta: Motown                                         | —   | 42 | — | —  |             |
| 1982                                                              | The Best of the Four Tops - Pubblicato: 1982 - Etichetta: K-tel                          | —   | —  | — | 13 | UK: Oro     |
| 1990                                                              | Their Greatest Hits - Pubblicato: 1990 - Etichetta: Telstar                              | —   | —  | — | 47 |             |
| 1992                                                              | The Singles Collection - Pubblicato: 1992 - Etichetta: PolyGram                          | —   | —  | — | 11 | UK: Argento |
| 1997                                                              | The Ultimate Collection - Pubblicato: 7 ottobre 1997 - Etichetta: Motown                 | —   | —  | — | —  | UK: Oro     |
| 1999                                                              | The Millennium Collection: The Best of Four Tops - Pubblicato: 1999 - Etichetta: Motown  | —   | —  | — | —  |             |
| 2008                                                              | Classic Four Tops: The Masters Collection - Pubblicato: 2008 - Etichetta: Spectrum Music | —   | —  | — | —  | UK: Argento |
| 2011                                                              | S.O.U.L. - Pubblicato: 2011 - Etichetta: BMG/Sony Music                                  | —   | 49 | — | —  |             |
| "—" indica che l'album non è entrato in classifica in quel Paese. |                                                                                          |     |    |   |    |             |

## Singoli

### Prime pubblicazioni
- 1956 - If Only I Had Known/She Gave Me Love (Grady Records, accreditati come "The Four Aims")
- 1956 - Kiss Me Baby/Could It Be You? (Chess Records)
- 1960 - Ain't That Love/Lonely Summer (Columbia Records, ripubblicato nel 1965)(US #93)
- 1962 - Where Are You/Pennies from Heaven (Riverside Records)

### 1964-1972 (periodo Motown)
| 1964                                                              | Baby I Need Your Loving                              | 11 | —  | —  | 4  | —  | —  | —  | — | —  |                  | Four Tops                           |
| 1964                                                              | Without the One You Love (Life's Not Worth While)    | 43 | —  | —  | —  | —  | —  | —  | — | —  |                  | Four Tops                           |
| 1965                                                              | Ask the Lonely                                       | 24 | 9  | —  | 16 | —  | —  | —  | — | —  |                  | Four Tops                           |
| 1965                                                              | I Can't Help Myself (Sugar Pie Honey Bunch)          | 1  | 1  | —  | 4  | —  | —  | —  | — | 23 | UK: Platino      | Four Tops Second Album              |
| 1965                                                              | It's the Same Old Song                               | 5  | 2  | —  | 3  | —  | —  | —  | — | 34 | UK: Argento      | Four Tops Second Album              |
| 1965                                                              | Something About You                                  | 19 | 9  | —  | 6  | —  | —  | —  | — | —  |                  | Four Tops Second Album              |
| 1966                                                              | Shake Me, Wake Me (When It's Over)                   | 18 | 5  | —  | 52 | —  | —  | —  | — | —  |                  | On Top                              |
| 1966                                                              | Loving You Is Sweeter Than Ever                      | 45 | 12 | —  | 35 | —  | —  | —  | — | 21 |                  | On Top                              |
| 1966                                                              | Reach Out I'll Be There                              | 1  | 1  | 4  | 6  | 13 | 4  | 6  | — | 1  | UK: Oro USA: Oro | Reach Out                           |
| 1966                                                              | Standing in the Shadows of Love                      | 6  | 2  | 11 | 11 | 29 | —  | —  | — | 6  |                  | Reach Out                           |
| 1967                                                              | Bernadette                                           | 4  | 3  | 12 | 4  | —  | —  | 14 | — | 8  |                  | Reach Out                           |
| 1967                                                              | 7-Rooms of Gloom                                     | 14 | 10 | 17 | 17 | —  | 20 | —  | — | 12 |                  | Reach Out                           |
| 1967                                                              | You Keep Running Away                                | 19 | 7  | 25 | 16 | —  | —  | —  | — | 26 |                  | Greatest Hits Volume 2              |
| 1968                                                              | Walk Away Renée                                      | 14 | 15 | —  | 2  | 31 | 5  | 12 | 6 | 3  |                  | Reach Out                           |
| 1968                                                              | If I Were a Carpenter                                | 20 | 17 | —  | 21 | 34 | 6  | 4  | — | 7  |                  | Reach Out                           |
| 1968                                                              | Yesterday's Dreams                                   | 49 | 31 | —  | 29 | —  | —  | —  | — | 23 |                  | Yesterday's Dreams                  |
| 1968                                                              | I'm a Believer                                       | —  | —  | —  | —  | —  | —  | —  | — | 1  |                  | Yesterday's Dreams                  |
| 1968                                                              | I'm in a Different World                             | 51 | 23 | —  | 25 | —  | —  | —  | — | 27 |                  | Yesterday's Dreams                  |
| 1969                                                              | What Is a Man                                        | 53 | —  | —  | 56 | —  | —  | 21 | — | 16 |                  | Four Tops Now!                      |
| 1969                                                              | Do What You Gotta Do                                 | —  | —  | —  | —  | —  | —  | —  | — | 11 |                  | Four Tops Now!                      |
| 1969                                                              | Don't Let Him Take Your Love from Me                 | 45 | 25 | —  | 43 | —  | —  | —  | — | —  |                  | Four Tops Now!                      |
| 1970                                                              | It's All in the Game                                 | 24 | 6  | —  | 13 | —  | —  | —  | — | 5  |                  | Still Waters Run Deep               |
| 1970                                                              | Still Water (Love)                                   | 11 | 4  | —  | 16 | —  | —  | —  | — | 10 |                  | Still Waters Run Deep               |
| 1970                                                              | River Deep (con The Supremes)                        | 14 | 7  | 35 | 20 | —  | 12 | 25 | — | 11 |                  | The Magnificent 7                   |
| 1971                                                              | Just Seven Numbers (Can Straighten Out My Life)      | 40 | 9  | —  | 76 | —  | —  | —  | — | 36 |                  | Changing Times                      |
| 1971                                                              | You Gotta Have Love in Your Heart (con The Supremes) | 55 | 41 | —  | —  | —  | —  | —  | — | 25 |                  | The Return of the Magnificent Seven |
| 1971                                                              | In These Changing Times                              | 70 | 28 | —  | —  | —  | —  | —  | — | —  |                  | Changing Times                      |
| 1971                                                              | MacArthur Park (Part II)                             | 38 | 27 | —  | 37 | —  | —  | —  | — | —  |                  | Four Tops Now!                      |
| 1971                                                              | A Simple Game                                        | 90 | 34 | —  | —  | —  | 14 | 11 | — | 3  |                  | —                                   |
| 1972                                                              | I Can't Quit Your Love                               | —  | —  | —  | —  | —  | —  | —  | — | —  |                  | Nature Planned It                   |
| 1972                                                              | Walk with Me, Talk with Me, Darling                  | —  | —  | —  | —  | —  | —  | —  | — | 32 |                  | Nature Planned It                   |
| 1972                                                              | (It's the Way) Nature Planned It                     | 53 | 8  | —  | 69 | —  | —  | —  | — | —  |                  | Nature Planned It                   |
| "—" indica che l'album non è entrato in classifica in quel Paese. |                                                      |    |    |    |    |    |    |    |   |    |                  |                                     |

### 1972-1978 (periodo ABC/Dunhill)
| 1972                                                                                       | Keeper of the Castle                   | 10 | 7  | 32 | 18 |          | Keeper of the Castle |
| 1972                                                                                       | Guardian De Tu Castillo                | —  | —  | —  | —  |          | Keeper of the Castle |
| 1973                                                                                       | Ain't No Woman (Like the One I've Got) | 4  | 2  | 11 | —  | USA: Oro | Keeper of the Castle |
| 1973                                                                                       | Are You Man Enough                     | 15 | 2  | 35 | —  |          | Main Street People   |
| 1973                                                                                       | Sweet Understanding Love               | 33 | 10 | —  | 29 |          | Main Street People   |
| 1974                                                                                       | I Just Can't Get You Out of My Mind    | 62 | 18 | 56 | —  |          | Main Street People   |
| 1974                                                                                       | One Chain Don't Make No Prison         | 42 | 3  | 38 | —  |          | Meeting of the Minds |
| 1974                                                                                       | The Well Is Dry                        | —  | —  | —  | —  |          | Meeting of the Minds |
| 1974                                                                                       | Midnight Flower                        | 55 | 5  | 69 | —  |          | Meeting of the Minds |
| 1975                                                                                       | Seven Lonely Nights                    | 71 | 13 | 88 | —  |          | Night Lights Harmony |
| 1975                                                                                       | We All Gotta Stick Together            | 97 | 17 | —  | —  |          | Night Lights Harmony |
| 1976                                                                                       | Catfish                                | 71 | 7  | 82 | —  |          | Catfish              |
| 1976                                                                                       | I'm Glad You Walked into My Life       | —  | 72 | —  | —  |          | Night Lights Harmony |
| 1977                                                                                       | Feel Free                              | —  | 29 | —  | —  |          | Catfish              |
| 1977                                                                                       | Strung Out for Your Love               | —  | —  | —  | —  |          | Catfish              |
| 1977                                                                                       | The Show Must Go On                    | —  | 84 | —  | —  |          | The Show Must Go On  |
| 1977                                                                                       | For Your Love                          | —  | —  | —  | —  |          | The Show Must Go On  |
| 1978                                                                                       | H.E.L.P                                | —  | 38 | —  | —  |          | At the Top           |
| "—" indica che l'album non è entrato in classifica o non è stato pubblicato in quel Paese. |                                        |    |    |    |    |          |                      |

### 1981-1982 (periodo Casablanca/RSO)
| 1981                                                                                       | When She Was My Girl                | 11 | 1  | 24 | —  | 7  | — | 6 | 3  | UK: Argento | Tonight!          |
| 1981                                                                                       | Don't Walk Away                     | —  | —  | —  | 37 | 24 | 6 | — | 16 |             | Tonight!          |
| 1982                                                                                       | Let Me Set You Free                 | —  | 71 | —  | —  | —  | — | — | —  |             | Tonight!          |
| 1982                                                                                       | Tonight I'm Gonna Love You All Over | —  | 32 | —  | —  | —  | — | — | 43 |             | Tonight!          |
| 1982                                                                                       | Back to School Again                | 71 | —  | —  | —  | —  | — | — | 62 |             | Grease 2          |
| 1982                                                                                       | Sad Hearts                          | 84 | 40 | —  | —  | —  | — | — | —  |             | One More Mountain |
| "—" indica che l'album non è entrato in classifica o non è stato pubblicato in quel Paese. |                                     |    |    |    |    |    |   |   |    |             |                   |

### 1983-1986 (periodo Motown)
| 1983                                                                                       | I Just Can't Walk Away | 71 | 36 | 95 | Back Where I Belong |
| 1985                                                                                       | Sexy Ways              | —  | 21 | —  | Magic               |
| 1986                                                                                       | Hot Nights             | —  | 82 | —  | Hot Nights          |
| "—" indica che l'album non è entrato in classifica o non è stato pubblicato in quel Paese. |                        |    |    |    |                     |

### 1988-1989 (periodo Arista)
| Anno                                                                                       | Titolo                                         | Posizione massima | Posizione massima | Posizione massima | Posizione massima | Posizione massima | Posizione massima | Posizione massima | Posizione massima | Certificazioni | Album          |
| Anno                                                                                       | Titolo                                         | US                | US R&B            | AUT               | CAN               | GER               | IRE               | NL                | UK                | Certificazioni | Album          |
| ------------------------------------------------------------------------------------------ | ---------------------------------------------- | ----------------- | ----------------- | ----------------- | ----------------- | ----------------- | ----------------- | ----------------- | ----------------- | -------------- | -------------- |
| 1988                                                                                       | If Ever a Love There Was (con Aretha Franklin) | —                 | 31                | —                 | 46                | —                 | —                 | —                 | —                 |                | Indestructible |
| 1988                                                                                       | Indestructible (con Smokey Robinson)           | 35                | 57                | 22                | 14                | 14                | —                 | 14                | 30                |                | Indestructible |
| 1988                                                                                       | Loco in Acapulco                               | —                 | 68                | —                 | —                 | 23                | 9                 | 9                 | 7                 | UK: Argento    | Indestructible |
| 1989                                                                                       | The Sun Ain't Gonna Shine                      | —                 | —                 | —                 | —                 | —                 | —                 | —                 | 84                |                | Indestructible |
| "—" indica che l'album non è entrato in classifica o non è stato pubblicato in quel Paese. |                                                |                   |                   |                   |                   |                   |                   |                   |                   |                |                |